# Печиводы
Печиводы (укр. Печиводи) — село в Славутском районе Хмельницкой области Украины.
Население по переписи 2001 года составляло 473 человек. Почтовый индекс — 30041. Телефонный код — 3842. Занимает площадь 1,65 км². Код КОАТУУ — 6823986601.

## Местный совет
30041, Хмельницкая обл., Славутский р-н, с. Печиводы